# Электроусилитель руля

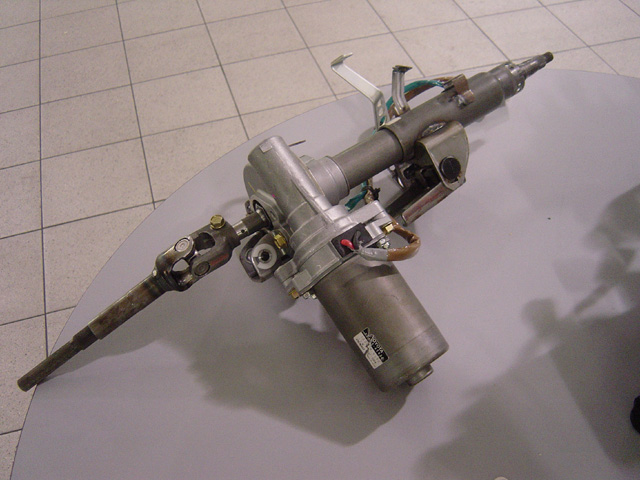
ЭУР легкового автомобиля

Электрический усилитель руля (ЭУР) — электромеханическая система автомобиля, предназначенная для снижения управляющего усилия, прикладываемого к рулевому колесу. Другие названия -  электромеханический усилитель руля (ЭМУР), электрический усилитель 
 рулевого  управления (ЭУРУ)

## Устройство
ЭУР состоит из следующих основных элементов:
- Рулевой вал с торсионным валом
- Электродвигатель
- Электронный блок управления (ЭБУ)
- Датчик крутящего момента (бесконтактный)
- Датчик положения ротора

Принцип действия электроусилителя руля:
Электроусилитель устанавливается на рулевой вал автомобиля, части которого соединены между собой торсионным валом, с установленным датчиком величины крутящего момента. При вращении руля происходит скручивание торсионного вала, регистрируемое датчиком момента.
На основании полученных с датчика момента данных, а также данных с датчиков скорости и оборотов коленвала, электронный блок управления вычисляет необходимое компенсационное усилие и подает команду на электродвигатель усилителя.

## Варианты расположения ЭУР
1-й вариант:

Электродвигатель и редуктор расположены на рулевой колонке, полный момент выходит уже с вала рулевого колеса.
2-й вариант:

Редуктор установлен на самой рейке, что позволяет не перегружать рулевой вал и его сочленения.

## Отличия от ГУР
Достоинствами ЭУР в сравнении с гидравлическим усилителем руля (ГУР) являются:
- Простота конструкции и обслуживания. ЭУР не имеет гидравлической части со всеми её проблемами.
- Компактность. ЭУР является частью самого рулевого механизма.
- Экономичность. Электродвигатель ЭУР включается только при вращении руля, в то время как насос ГУР работает постоянно, создавая дополнительную нагрузку на двигатель, тем самым увеличивая расход топлива.
- Простота настройки. Только изменяя программу ЭБУ, возможно добиться различных режимов работы при различных обстоятельствах, как, например, уменьшение компенсационного усилия при увеличении скорости автомобиля. В случае ГУР для этого потребуются дополнительные активные элементы в конструкции.

Недостатки ЭУР в сравнении с ГУР:
- Малая (меньшая) мощность, ограниченная возможностями электрогенератора. ЭУР мало пригоден для больших нагрузок. ЭУР потребляет существенный ток от бортовой сети, создавая значительную нагрузку: так, например, ЭУР показанного выше Suzuki Wagon R  может потреблять в пике до 30 Ампер от бортовой сети, что составляет 40 % мощности генератора.
- При тяжёлом режиме работы, например, при длительном движении по раскисшей грунтовой дороге, электродвигатель ЭУР перегревается. Для предотвращения его отказа блок управления начинает ограничивать максимальный ток, соответственно, руль «затяжеляется», и в конечном итоге отключается совсем. Для восстановления нормальной работы необходимо остановить автомобиль на некоторое время с целью охлаждения обмоток электродвигателя, после чего работоспособность восстановится, или решается установкой вентилятора или радиатора охлаждения.

Недостатки, свойственные как ЭУР, так и ГУР, в сравнении с рулевым управлением без усилителя:
- Система с усилителем оказывается менее надёжной. При внезапном отказе увеличивается риск потери водителем управления.